# Amics de les Forces de Defensa d'Israel
Amics de les Forces de Defensa d'Israel (en anglès: Friends of the Israel Defense Forces) (FIDF) (en hebreu: ידידי צה"ל) és una organització no governamental establerta en 1981 dedicada a ajudar els homes i a les dones que serveixen a les Forces de Defensa d'Israel (FDI), als veterans ferits, i a les famílies dels soldats caiguts.

## Seu central
L'organització te la seva seu central a la ciutat de Nova York, FIDF és una organització sense ànim de lucre sota l'article 501(c)(3), i té quinze oficines regionals als Estats Units i a Panamà.

## Programes educatius
Amics de les Forces de Defensa d'Israel recolza i manté diversos programes i instal·lacions educatives, socials, culturals i recreatives, en un esforç per alleujar la càrrega que pateixen els soldats de les Forces de Defensa d'Israel (FDI) i les seves famílies, aquestes persones tenen el suport de la diàspora jueva arreu del món.

## Projectes de construcció
Amics de les Forces de Defensa d'Israel construeix, restaura i manté centres recreatius i esportius, instal·lacions culturals i educatives, sinagogues, sales commemoratives, auditoris i llars per a soldats solitaris a Israel. Aquestes instal·lacions, van des d'estructures individuals fins a grans complexos de benestar social, i creen un entorn a on els soldats poden relaxar-se, mantenir-se en forma, llegir llibres, veure pel·lícules, commemorar els aniversaris, celebrar els dies festius, i gaudir de la companyia d'altres soldats. L'any 2013, catorze instal·lacions per als soldats van ser construïdes pels Amics de les Forces de Defensa d'Israel, onze projectes addicionals s'han estat construint des d'aleshores, i s'han dissenyat nou més. En 2013, es va inaugurar una nova llar per als soldats solitaris a la Terra d'Israel, en concret en la localitat de Ramat Gan, amb una cerimònia especial per marcar la culminació del projecte valorat en cinc milions de dòlars estatunidencs, creat pels Amics de les Forces de Defensa d'Israel, i finançat per la família Kalimian, de Great Neck, Nova York.